# Ла-Саботри
Ла-Саботри́ (фр. La Sabotterie) — коммуна во Франции, находится в регионе Шампань — Арденны. Департамент — Арденны. Входит в состав кантона Туртерон. Округ коммуны — Вузье.
Код INSEE коммуны — 08374.
Коммуна расположена приблизительно в 185 км к северо-востоку от Парижа, в 70 км севернее Шалон-ан-Шампани, в 26 км к югу от Шарлевиль-Мезьера.
В состав коммуны входят три деревни: Ла-Саботри, Л’Анери и Ла-Ба.

## Население
Население коммуны на 2008 год составляло 85 человек.
| 1962 | 1968 | 1975 | 1982 | 1990 | 1999 | 2008 |
| ---- | ---- | ---- | ---- | ---- | ---- | ---- |
| 116  | 119  | 92   | 84   | 97   | 92   | 85   |

## Экономика
В 2007 году среди 67 человек в трудоспособном возрасте (15—64 лет) 39 были экономически активными, 28 — неактивными (показатель активности — 58,2 %, в 1999 году было 67,2 %). Из 39 активных работали 35 человек (22 мужчины и 13 женщин), безработными были 4 мужчины. Среди 28 неактивных 7 человек были учениками или студентами, 9 — пенсионерами, 12 были неактивными по другим причинам.

## Фотогалерея

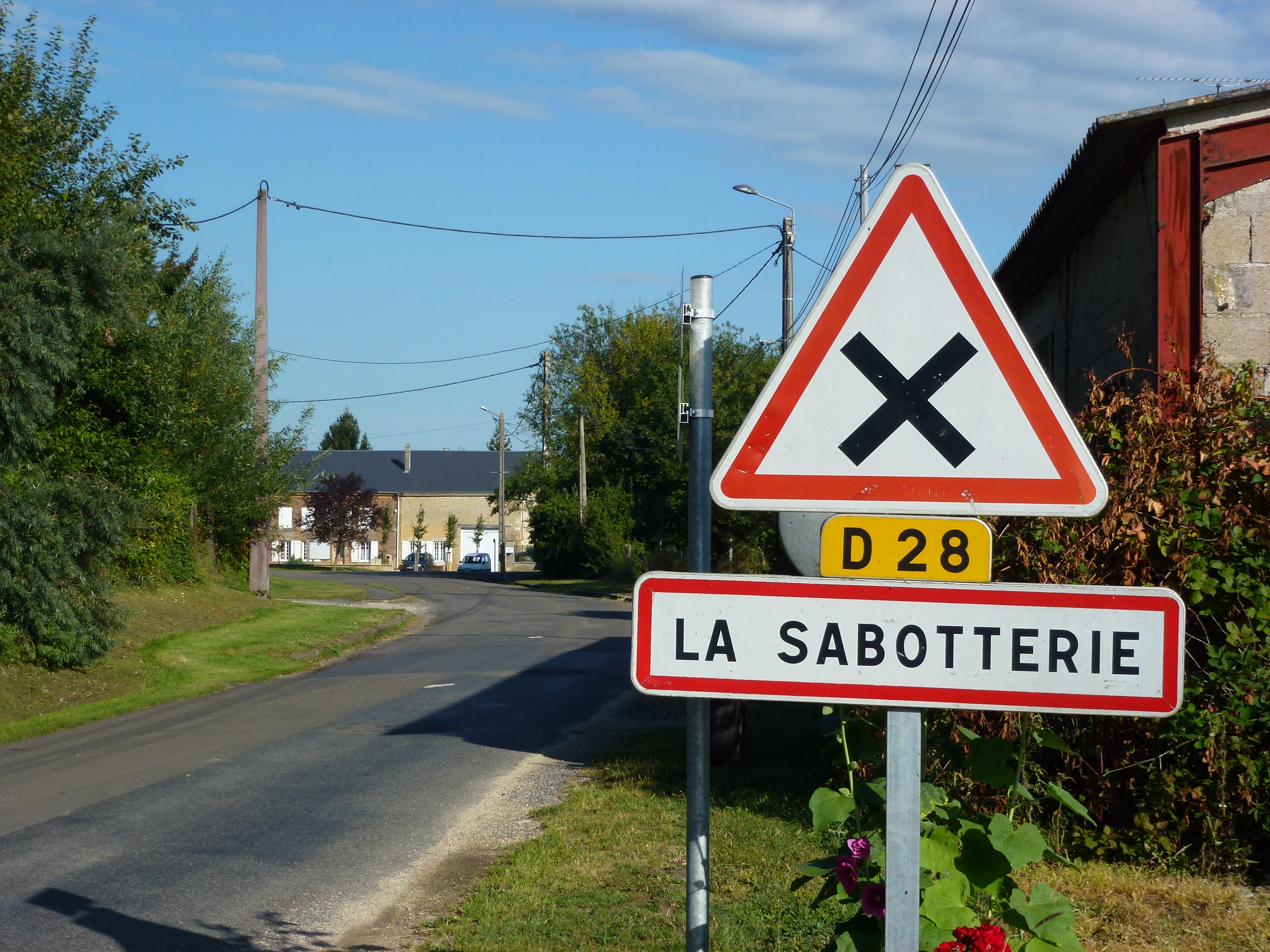
Въезд в Ла-Саботри
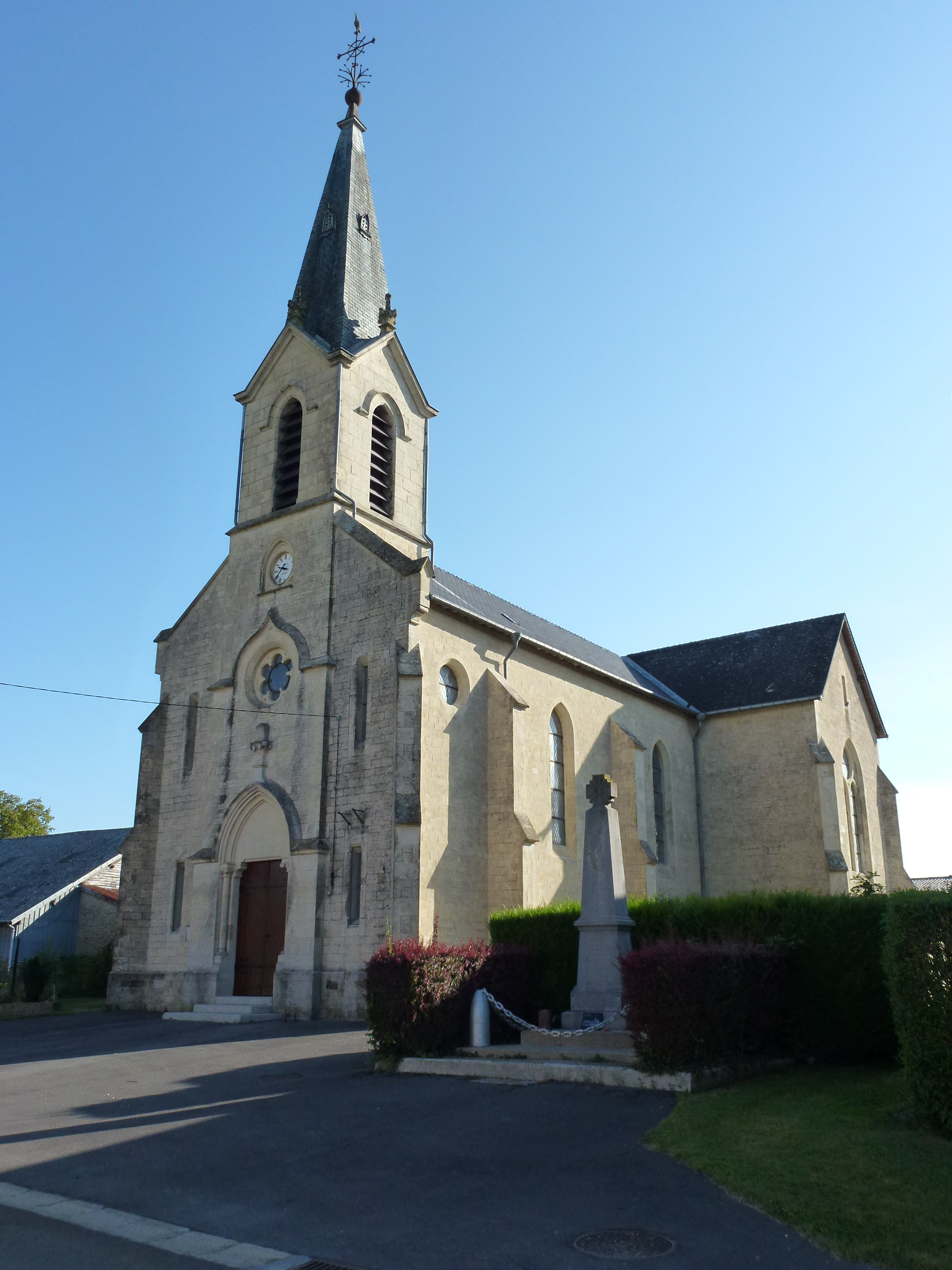
Церковь
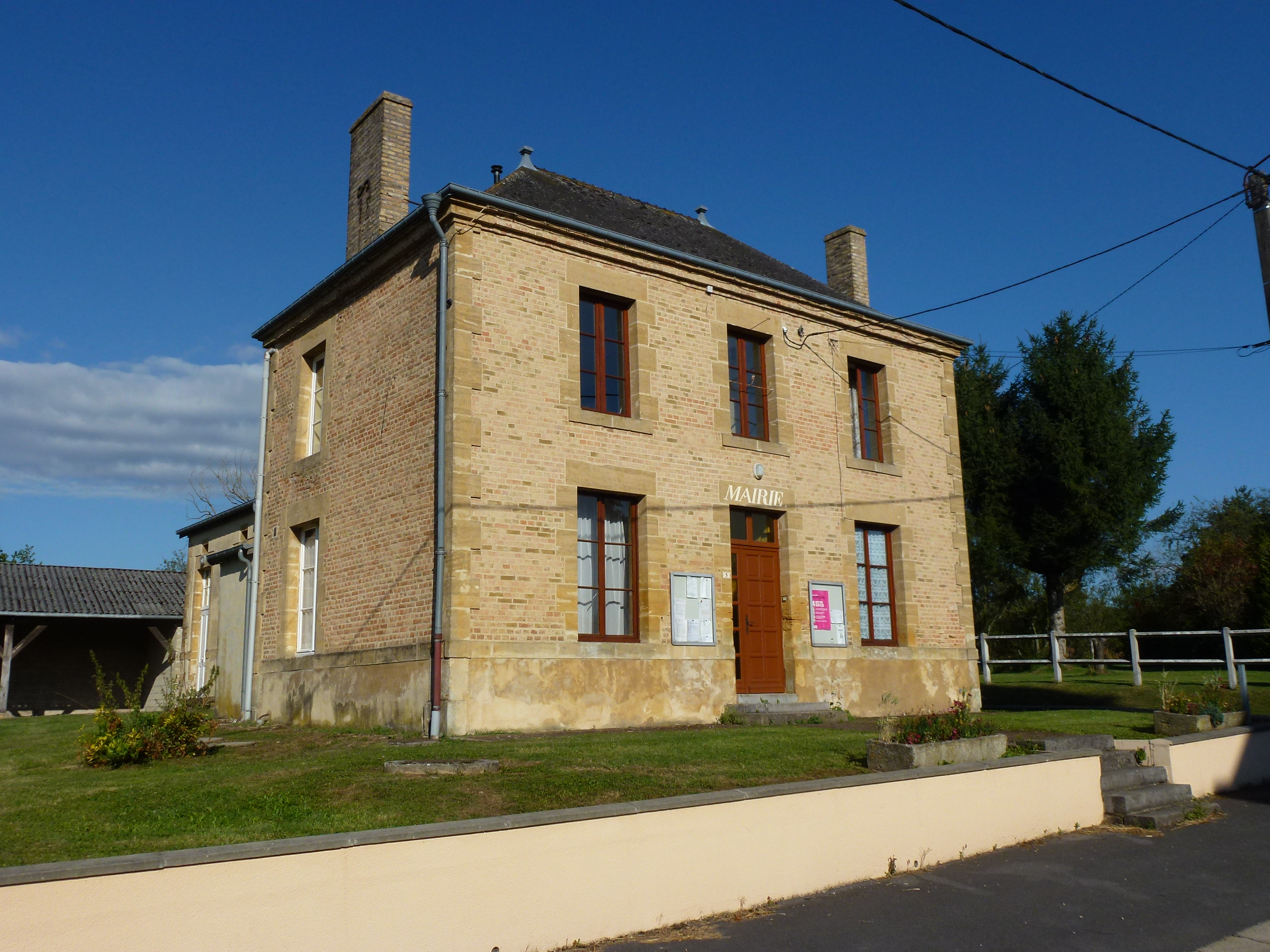
Мэрия
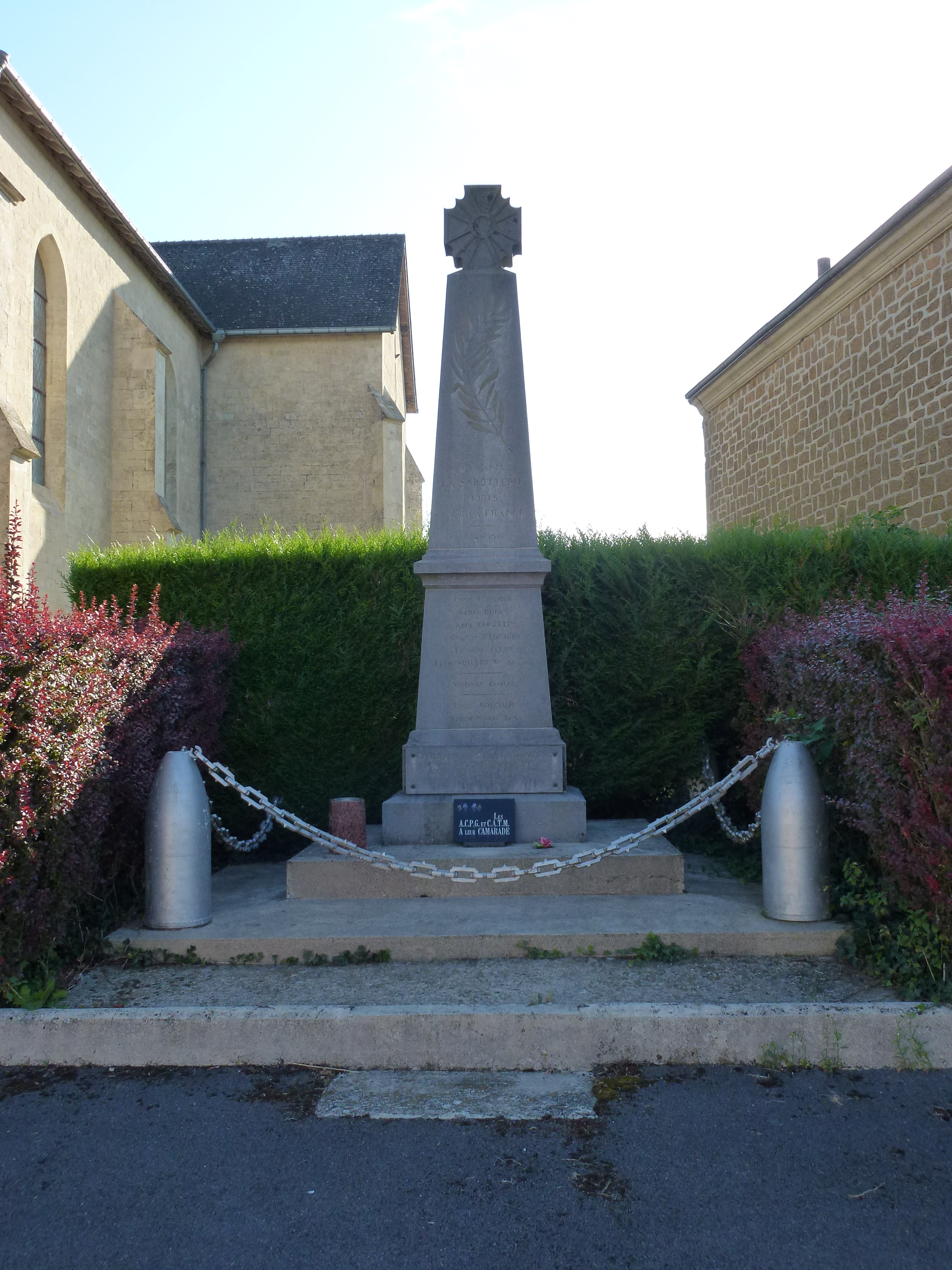
Памятник погибшим в Первой мировой войне